# Marrus orthocanna
Marrus orthocanna là một loài sứa ống sống ở biển, là một động vật sống theo quần thể gồm một tổ hợp phức tạp các zooid, một số trong đó là các polyp và một số là medusae. Loài này sinh sống ở các vùng nước Bắc Cực và cá vùng nước lạnh, bơi một cách độc lập ở giữa đại dương.
Giống như tất cả các loài siphonophore khác, Marrus orthocanna là một quần thể gồm một số zooid chuyên biệt nối với nhau bằng một cuống dài.
Marrus orthocanna hiện diện ở vùng biển ở vùng mesopelagic của Bắc Băng Dương, tây bắc Thái Bình Dương, Biển Bering, Biển Okhotsk, bắc Đại Tây Dương và Địa Trung Hải. Nó được tìm thấy ở độ sâu giữa 200 và 800 m (660 và 2.620 ft). Độ sâu nhất quan sát được là vào khoảng 2.000 m (6.600 ft). Tại độ sâu này nhiệt độ khoảng 4 °C (39 °F), khó có ánh sáng xâm nhập tới từ mặt nước và quan sát của con người bị hạn chế như những gì nhìn từ tàu ngầm.
Marrus orthocanna có thể dài vài mét.
Tất cả cơ thể xếp đều theo một dây trụ. Ở đầu là một phao nổi, giống như một túi phao chứa khí có màu cam. Phần sau cùng là các chuông bơi trong suốt có màu đỏ. Các cấu tạo dạng chuông này giúp chúng di chuyển. Khi chúng co lại, nước bị phóng ra ngoài theo các cơ thể tạo lực đẩy. Sự phối hợp nhịp nhà việc có bóp này giúp chúng dễ dàng di chuyển tới, lui vè sang ngang. Dọc theo các dây trụ là các cơ thể dinh dưỡng và sinh sản.